# Iman Rezai
Iman Rezai (persisch ایمان رضایی‎; * 1981 in Schiras, Iran) ist ein iranischer Künstler, der in Berlin lebt und arbeitet.

## Leben
Iman Rezai wurde 1981 in Schiras geboren und lebte bis zu seinem 18. Lebensjahr in Teheran.
Von 1996 bis 1998 studierte er an der Kunstschule, Teheran (IR), emigrierte 1998 nach Deutschland und lebt seitdem in Berlin. Seit 2006 studierte er Bildende Kunst an der UdK in Berlin, erhielt 2009 ein Stipendium der University of the Arts London, Chelsea, ein weiteres 2010 der Musashino Art University in Tokio. Ab 2011 folgte ein Studium an der UdK in der Klasse von Leiko Ikemura, das er 2012 als deren Meisterschüler abschloss.

## Werk
Großflächige Collagen dominieren das malerische Werk des iranisch-deutschen Künstlers. In seinen Arbeiten gefundene Objekte wie das Outfit Darth Vaders, Plastiktüten und Kinderspielzeug sind angehäuft mit Überbleibseln unserer Konsumgesellschaft. Neonfarben werden als malerische Details hinzugefügt und gelegentlich betröpfelt und wäscht der Künstler seine Werke. Während frühe Arbeiten (Professor Baltasar, 2009) Elemente des New Yorker Neoexpressionismus der 1980er Jahre zu enthalten scheinen, zeigen seine jüngsten Collagen fast installative Annäherung an die Malerei. So findet sich eine Erprobung neuartiger Wege der Wechselbeziehung von Fundstücken und Farbe.

### Die Guillotine
„Die Guillotine“, 2012, ist eine Gemeinschaftsarbeit von Iman Rezai mit Rouven Materne. Rezai und Materne, beide Meisterschüler der japanischen Künstlerin Leiko Ikemura, haben eine funktionsfähige, bunte Guillotine gebaut und per Internet zur Onlineabstimmung über das Leben eines Schafes aufgerufen.
Im Zeitraum zwischen dem 19. April und dem 17. Mai konnte auf einer eigens dafür angefertigten Homepage abgestimmt werden, ob das Schaf mit der Guillotine exekutiert werden soll oder nicht. Am Ende der Abstimmung gab es 1.722.900 Stimmen für und 2.819.322 gegen die Hinrichtung des Tieres. Bevor die Abstimmung beendet wurde, kaufte ein anonymer Sammler aus Amerika die Guillotine für 2,3 Millionen US-Dollar.

### Cyberkrieg
Im Rahmen einer umstrittenen Kunstaktion im Oktober 2012 verschickte Rezai gefälschte E-Mails an diverse Medien, die angeblich von der Neuen Nationalgalerie stammten. Seine Absenderadresse führte aber nicht zum Berliner Museum, sondern zu der privaten PR-Agentur The Coup.
Im August 2012 startete der Künstler die Scheinfirma „BundesInvest“, die sich auf den Verkauf von Atommüll spezialisiert hat. Unter dem Pseudonym 'Dr. Igor Imanov' veröffentlichte er Pressemitteilungen, die einen Börsengang des Unternehmens ankündigten sowie über Verhandlungen zur Belieferung des Irans berichteten.

### Waterboarding
In der Ausstellung „Illusion H2O“, 2012 in Berlin, lud Rezai Freiwillige ein, sich auf einer eigens von ihm geschaffenen Folterbank der Prozedur des Waterboardings unterziehen zu lassen.

### I Am E-Waste
Im Juni 2017 startete Rezai die Aktion „I Am E-Waste“, um auf Rückstände im Recyclingprozess von Elektroschrott der Industriestaaten aufmerksam zu machen. Eine Crowdfunding-Kampagne, um Gelder für eine filmische Dokumentation einer Endlagerstätte in Ghana, Afrika, zu sammeln, war nicht erfolgreich. Im Interview mit einem Radiosender sagte die Reporterin, die fehlende Berichterstattung zu dem Thema sei auf Werbeverträge der Medienhäuser mit den Elektronikkonzernen zurückzuführen.

## Sonstiges
Im autobiografischen Roman Wir sind alle Mäuse schildert Rezais Bruder Ardavan die gemeinsame Kindheit der beiden im Iran.

## Ausstellungen
- 2023 “EXITUS”, Berlin, Deutschland
- 2022 “DIALOGUE WITH THE OTHER” O GALLERY, Teheran, Iran
- 2020 “SPRAY III”, Alte Münze, Berlin, Deutschland
- 2019 „SPRAY MOUNTAIN“, Berlin, Deutschland
- 2018 “OFFBEAT”, Schaufenster, Berlin, Deutschland
- 2018 “THAT’S ALL RIGHT MAMA”, XXY-ROOM, Berlin, Deutschland
- 2018 „SPRAY“, VOODOO55 Art Space, Berlin, Deutschland
- 2018 LUFTHACKEN / Virtuell / Roboter
- 2017 I AM E-WASTE / Virtuell
- 2013 “QUAL & WAHL”, Kunstverein, Wolfsburg, Deutschland
- 2012 “CYBER WAR”, Neue Nationalgalerie / Virtuell
- 2012 "Illusion H2O", von Marten, Berlin[21]
- 2012 "1965,85°C", Spinnerei, Leipzig
- 2012 "Die Guillotine", Virtuell
- 2012 "Licht und Schatten", Beta-Haus, Berlin
- 2011 "Neu West Berlin", Berlin
- 2011 "Veilchen", Uferhallen, Berlin
- 2011 "Zu Gast bei Connex", Connex, Leipzig
- 2011 "Bubble Projects", (NL)
- 2010 "MEETING POINT", Forum Kunst und Architektur, Essen
- 2010 "Artpoint", Bereznitsky Gallery, Donetsk (UA)
- 2010 "Musashino Art Festival", MAU, Tokio (JP)
- 2010 "No Limit", MAU, Tokio (JP)
- 2010 "MEETING POINT", Kommunale Galerie Berlin, Berlin
- 2010 "Dragonz, come out to play", Tapetenwerk, Leipzig
- 2010 "Rough&Tough", UdK Berlin, Berlin
- 2010 "Forgotten Bar II", Berlin-Kreuzberg
- 2010 "Kongress für Anders", Hamburg
- 2010 "Forgotten Bar I", Berlin-Kreuzberg
- 2010 "Hands and friends II", Pels Leusden at home, Berlin
- 2010 "Hands and friends I" UdK, Berlin
- 2009 "Nacht & Nebel Neukölln", Berlin